# Liste der Mitglieder des Glarner Landrates (2018–2022)
Der Landrat des Kantons Glarus ist die Legislative des Schweizer Kantons Glarus. Die Wahlen für die Amtsperiode 2018–2022 fanden am 10. Juni 2018 statt.
Die BDP und die glp des Kantons Glarus vereinbarten für die Legislaturperiode eine Fraktionsgemeinschaft. Sie wurde nach der Fusion von CVP und BDP auf den 1. Januar 2021 hin zur neuen Partei Die Mitte und nach der Gründung der Mitte Glarus am 12. Mai 2021 als Die Mitte/glp fortgeführt.
8 Kandidaten wurden neu gewählt, 7 kandidierende Bisherige wurden nicht wiedergewählt. Die Anzahl Frauen stieg von 10 auf 13 (von 16,7 auf 21,7 %). Die glp gewann 2 zusätzliche Sitze, die SP gewann 1 Sitz, SVP (die der SVP nahestehende Elisabeth Schnyder von Glarus Nord – Unsere Zukunft miteingerechnet), FDP und BDP verloren je 1 Sitz, Grüne und CVP blieben unverändert.

## Bei den Gesamterneuerungswahlen gewählte Mitglieder des Landrates
Quelle: Website des Kantons Glarus
- Grüne: 7
- SP: 8
- GLP: 4
- CVP: 6
- BDP: 8
- FDP: 11
- SVP: 15
- Übrige: 1

- Grüne: 7
- SP: 8
- GLP: 4
- Mitte: 14
- FDP: 11
- SVP: 15
- Übrige: 1

| Name                    | Partei                       | Wohnort      | Funktion                    |
| ----------------------- | ---------------------------- | ------------ | --------------------------- |
| Matthias Auer           | FDP                          | Netstal      | Mitglied                    |
| Andrea Bernhard         | glp                          | Glarus       | Mitglied                    |
| Rolf Blumer             | SVP                          | Glarus       | Mitglied                    |
| Daniela Bösch-Widmer    | CVP *                        | Niederurnen  | Mitglied                    |
| Christian Büttiker      | SP                           | Netstal      | Mitglied                    |
| Yvonne Carrara          | SVP                          | Mollis       | Mitglied                    |
| Susanne Elmer Feuz      | FDP                          | Ennenda      | Mitglied                    |
| Jürg Feldmann           | CVP *                        | Schwändi     | Mitglied                    |
| Hans Rudolf Forrer      | SP                           | Luchsingen   | Landratspräsident 2020/2021 |
| Zarina Friedli          | SP                           | Glarus       | Mitglied                    |
| Bruno Gallati-Landolt   | CVP *                        | Näfels       | Landratspräsident 2018/2019 |
| Toni Gisler             | SVP                          | Linthal      | Fraktionspräsident SVP      |
| Roland Goethe           | FDP                          | Glarus       | Mitglied                    |
| Marius Grossenbacher    | Grüne                        | Glarus       | Mitglied                    |
| Thomas Hefti            | FDP                          | Schwanden    | Mitglied                    |
| Marco Hodel             | CVP *                        | Glarus       | Fraktionspräsident CVP      |
| Regula N. Keller        | Grüne                        | Ennenda      | Mitglied Landratsbüro       |
| Thomas Kistler          | SP                           | Niederurnen  | Fraktionspräsident SP       |
| Kaspar Krieg            | SVP                          | Niederurnen  | Mitglied                    |
| Emil Küng               | SVP                          | Obstalden    | Mitglied                    |
| Franz Landolt           | glp                          | Näfels       | Mitglied                    |
| Martin Landolt          | BDP *                        | Näfels       | Mitglied                    |
| Martin Laupper          | FDP                          | Näfels       | Mitglied                    |
| Fridolin Luchsinger     | BDP *                        | Schwanden    | Mitglied                    |
| Karl Mächler            | BDP *                        | Ennenda      | Mitglied                    |
| Christian Marti-Hauser  | FDP                          | Glarus       | Fraktionspräsident FDP      |
| Hans-Jörg Marti         | FDP                          | Nidfurn      | Landratspräsident 2021/2022 |
| Jacques Marti           | SP                           | Diesbach     | Mitglied                    |
| Gabriela Meier Jud      | FDP                          | Niederurnen  | Mitglied                    |
| Stephan Muggli          | FDP                          | Betschwanden | Mitglied                    |
| Priska Müller Wahl      | Grüne                        | Niederurnen  | Mitglied                    |
| Steve Nann              | SP                           | Niederurnen  | Mitglied                    |
| Beat Noser-Grütter      | CVP *                        | Oberurnen    | Mitglied                    |
| Ann-Kristin Peterson    | Grüne                        | Niederurnen  | Mitglied                    |
| Vreni Reithebuch        | SVP                          | Linthal      | Mitglied                    |
| Barbara Rhyner          | SVP                          | Elm          | Mitglied                    |
| Luca Rimini             | BDP *                        | Oberurnen    | Mitglied Landratsbüro       |
| Peter Rothlin           | SVP                          | Oberurnen    | Landratspräsident 2019/2020 |
| Andreas Hans Schlittler | Grüne                        | Glarus       | Mitglied                    |
| Heinrich Schmid         | SVP                          | Bilten       | Mitglied                    |
| Roger Schneider         | FDP                          | Mollis       | Mitglied                    |
| Elisabeth Schnyder      | Glarus Nord – Unsere Zukunft | Bilten       | Mitglied                    |
| Markus Schnyder         | SVP                          | Netstal      | Mitglied                    |
| Matthias Schnyder       | SVP                          | Netstal      | Mitglied                    |
| Hans Schubiger          | BDP *                        | Riedern      | Mitglied                    |
| Ruedi Schwitter         | glp                          | Näfels       | Mitglied                    |
| Karl Stadler            | Grüne                        | Schwändi     | Mitglied                    |
| Fridolin Staub-Tremp    | SVP                          | Bilten       | Mitglied                    |
| Sabine Steinmann        | SP                           | Oberurnen    | Mitglied                    |
| Dominique Stüssi        | BDP *                        | Niederurnen  | Mitglied                    |
| Andrea Trummer          | CVP *                        | Ennenda      | Mitglied                    |
| Simon Trümpi            | SVP                          | Glarus       | Mitglied                    |
| Thomas Tschudi-Plaz     | SVP                          | Näfels       | Mitglied                    |
| Mathias Vögeli          | BDP *                        | Rüti         | Mitglied                    |
| Pascal Vuichard         | glp                          | Mollis       | Mitglied                    |
| Fritz Waldvogel         | BDP *                        | Ennenda      | Mitglied                    |
| Hans-Heinrich Wichser   | SVP                          | Braunwald    | Mitglied                    |
| Edgar Wolf              | FDP                          | Niederurnen  | Mitglied                    |
| Samuel Zingg            | SP                           | Mollis       | Mitglied                    |
| Mathias Zopfi           | Grüne                        | Engi         | Fraktionspräsident Grüne    |